# Автохолодильник

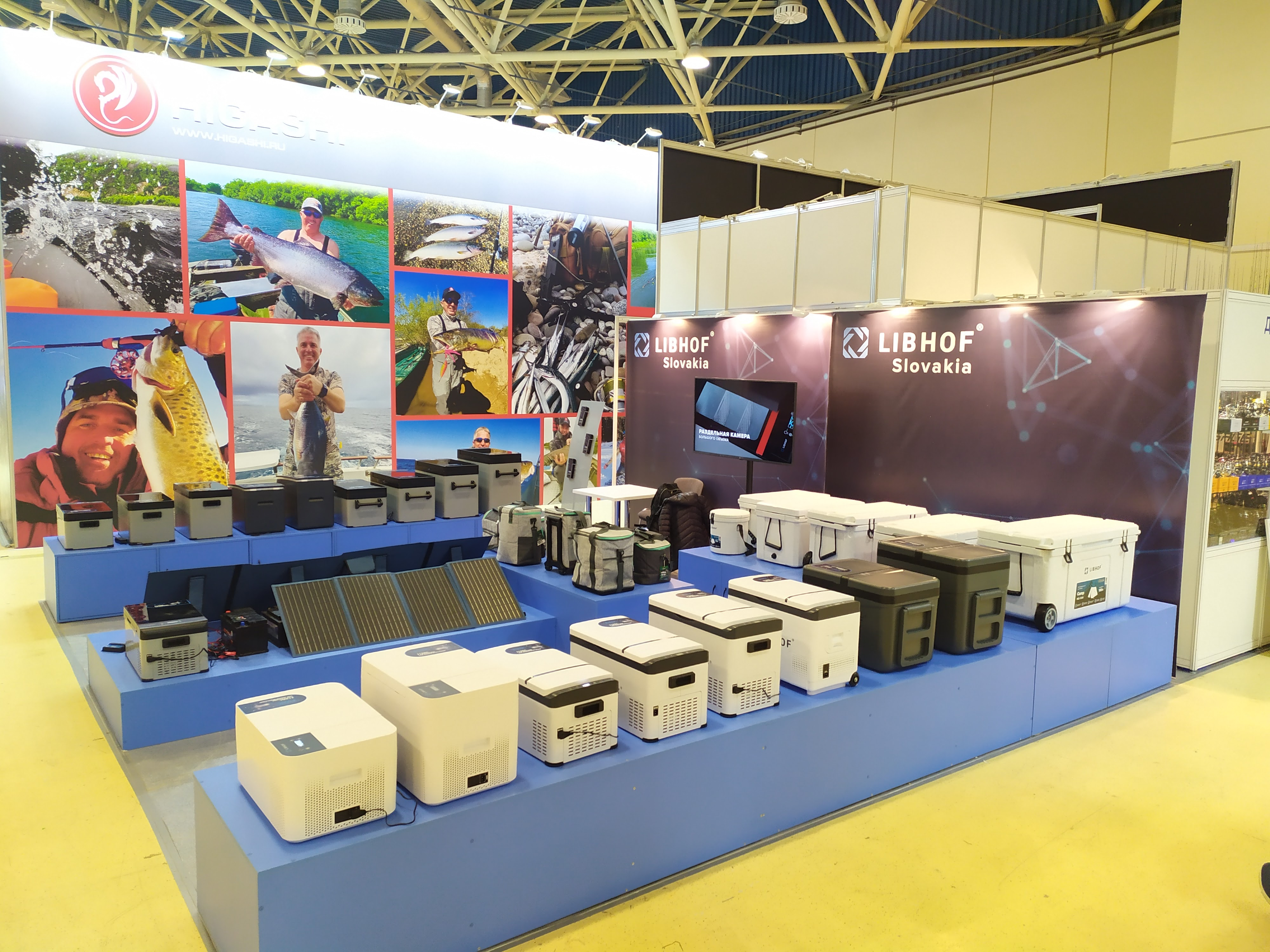
Модельний ряд автохолодильників Libhof

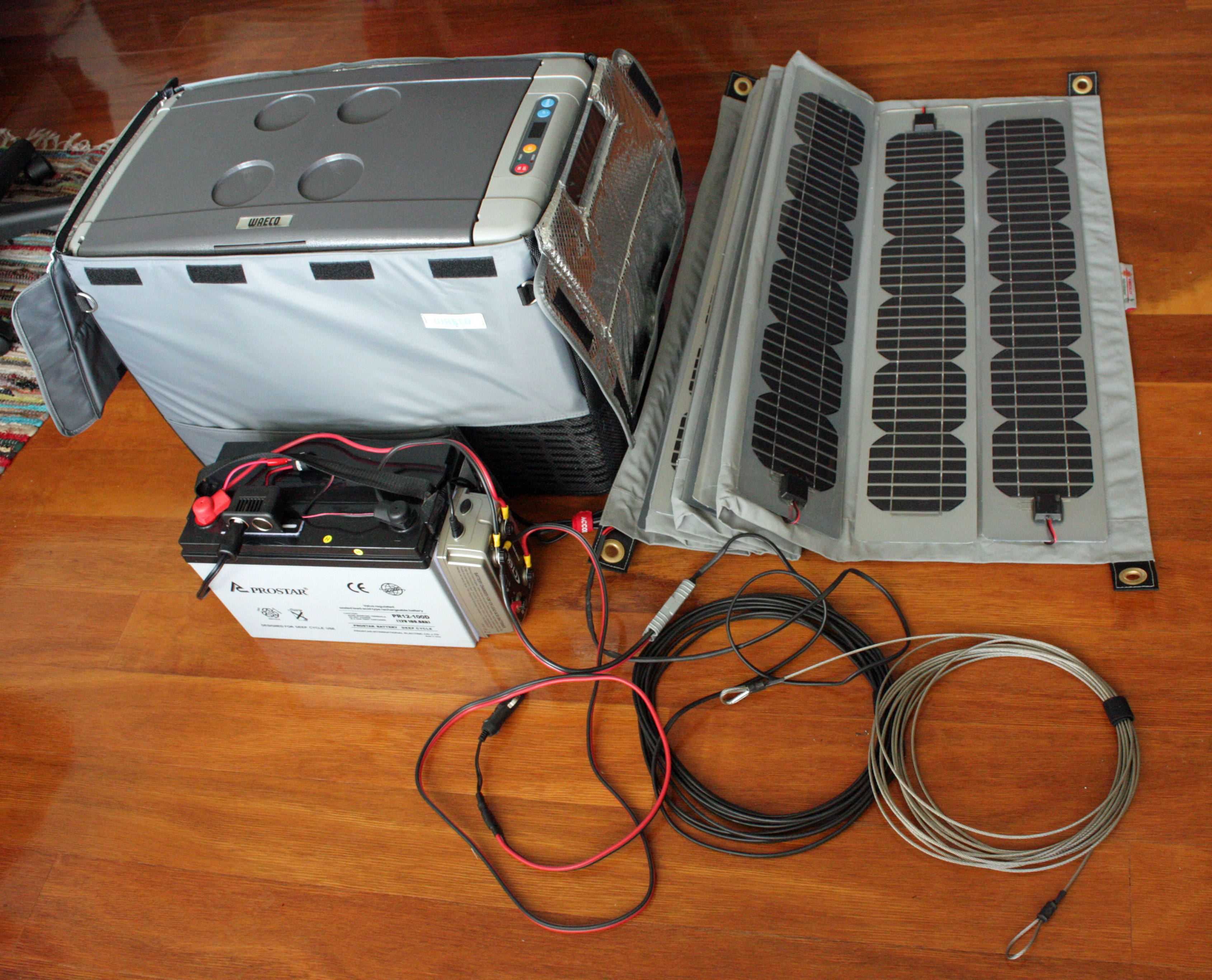
Приклад використання автохолодильника Waeco з акумулятором та сонячною батареєю

Автохолодильник (автомобільний холодильник, англ. portable car fridge (refrigerator)) — вид компактного портативного холодильника, призначений для використання в автомобілі.

## Опис
Автохолодильники можна класифікувати за такими критеріями:
- За місцем встановлення: окремо стоять на сидінні (кріпиться ременем безпеки), вбудовані в підлокітник, підлогові;
- За кількістю камер: одно-, дво- та багатокамерні;
- За типом охолодження: компресорні, термоелектричні, газові (абсорбційні) тощо.

Готельним підвидом можна вважати сумки-холодильники з акумуляторами холоду.
Вбудовані автохолодильники, найчастіше є в трейлерах, автобусах і деяких моделях елітних автомобілів.
Усі автохолодильники, незалежно від принципу охолодження, працюють від прикурювача з постійним струмом 12 В. Більшість компресорних та абсорбційних моделей можуть працювати як від прикурювача, так і від звичайної мережі змінного струму напругою 220 В, що дозволяє користуватися ними поза салоном.
Об'єм камер варіюється від 1 до 200 л, найбільш популярними вважаються пристрої на 20—35 л, які дозволяють зберігати продукти на одну особу в тривалій подорожі або компанії з 4—5 осіб у короткостроковій поїздці.